# Ókrug de Tuapsé
El ókrug de Tuapsé (del ruso: Туапсинский округ) era una división administrativa de la Gobernación del Mar Negro del Imperio ruso que estuvo vigente entre 1896 y 1920. Su centro administrativo era Tuapsé.
El ókrug se hallaba en el centro de la gubernia, entre las cumbres occidentales del Gran Cáucaso y el mar Negro. Al sureste limitaba con el ókrug de Sochi, al noroeste con el ókrug de Novorosíisk y al este con los otdeles de Ekaterinodar y Maikop del óblast de Kubán. Tenía una superficie de 1 439 verstas² (1 638 km²). En el territorio del antiguo ókrug se halla ahora el raión de Tuapsé del krai de Krasnodar.

## Historia
Fue fundado en 1896 como parte de la gobernación del Mar Negro en la mayor parte del anterior Veliamínovski uchástok del ókrug del Mar Negro del óblast de Kubán. El 11 de mayo de 1920 la gubernia y todos sus ókrugs fueron disueltos y se crearon los volosts de Dzhubga y Tuapsé del Ókrug del Mar Negro del óblast de Kubán-Mar Negro de la Unión Soviética.

## Demografía
Según datos del censo de 1897, contaba con 9 051 habitantes, de los cuales 1 392 vivían en Tuapsé.